# Надя Дункин
Надя Дункин е българска актриса.

## Биография
Надя Василева Илкова, по съпруг Дункин, е родена в гр. Пловдив в 1917 година. Дъщеря на пловдивския комунист и политически затворник Васил Христов Илков, признат след 9 септември 1944 г. за активен борец. Детството и ученическите години на Надя преминават в Пловдив. Съвсем млада, на около 18 – 19 години, вече е актриса в Пловдивския драматичен театър. В постановката на „Хамлет“, която се появява през март 1933 г., изпълнява ролята на Офелия. Нейното име фигурира в архивите на театъра до последния театрален сезон – 1938\1939 г. – преди Втората световна война. По-късно е била актриса в Русенския драматичен театър.
От първия си брак с Валентин Бакърджиев, произхождащ от известна фабрикантска фамилия, има син – Иван Бакърджиев, който днес е известен учен-химик, с престижна международна кариера, живее със съпругата си в Хановер и Калифорния.

### Лагер „Слънчев бряг“ край Ловеч
През 1960 г. Надя Дункин е арестувана заради думи срещу властта, както става ясно по-късно, и без съд е отведена в лагера в Ловеч, където оцелява като по чудо след многократно нанасяни побоища и тежка физическа работа. Освободена е след две години. Лагерът „Слънчев бряг“ край каменните кариери на Ловеч е един от десетките лагери, съществували с известни прекъсвания през целия период на социалистическо управление на България (1944 – 1989). Наричани са трудово-възпитателни общежития (ТВО) и са действали в изпълнение на заповеди и разпореждания, издавани пряко от социалистическата власт в България.
Останала без работа и без семейство (вторият ѝ брак се разтрогва по времето, когато тя е в лагера), Надя Дункин се препитава с мъка и лишения. Патриарх Кирил е помогнал някога на пловдивската актриса. Като бивша концлагеристка и майка на невъзвращенец (синът ѝ е професор по химия в Германия), тя няма право да работи никъде. Патриархът я назначава за чиновничка в Св. Синод. Сключва трети брак с Косьо Дункин, с когото живее до смъртта му.
След ноември 1989 г. става главен свидетел на обвинението по „Делото за лагерите“, което тъй и не бива доведено до край.
Убита е на 13 септември 1994 г. в собствения ѝ апартамент на ул. „Опълченска“, бл. 54 в София.